# Día Nacional de Lucha Contra la Bulimia y la Anorexia Nerviosa (Uruguay)

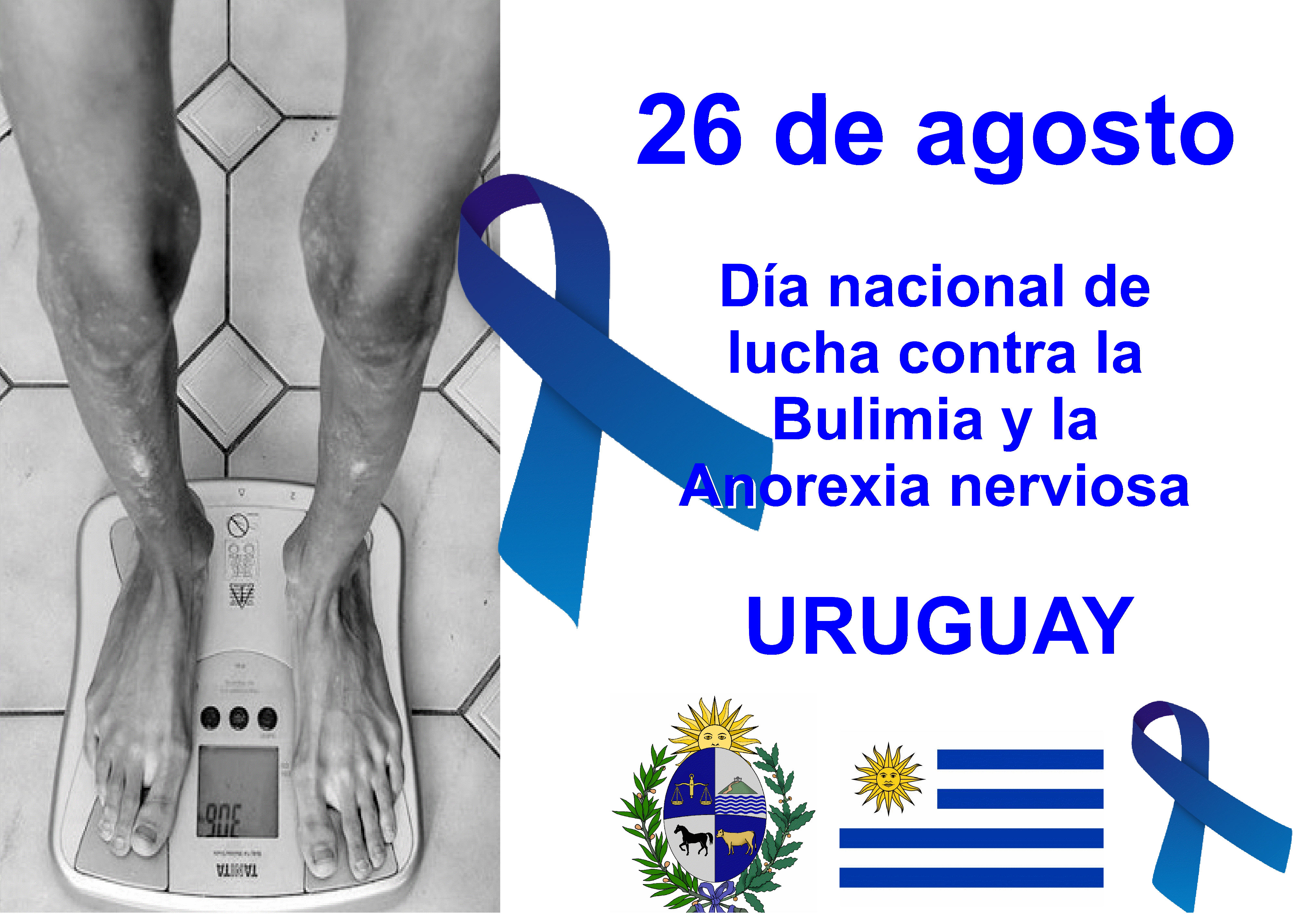
26 de agosto : Día Nacional de Lucha Contra la Bulimia y la Anorexia nerviosa (Uruguay)

El 26 de agosto de cada año, se celebra en Uruguay el Día Nacional de Lucha Contra la Bulimia y la Anorexia nerviosa, creado por ley el 26 de junio de 2013. Cada 26 de agosto, se reparte información sobre estos trastornos de conducta alimentaria (TCA), y se organizan diversas actividades en diversos puntos del país. 